# Koga, Fukuoka

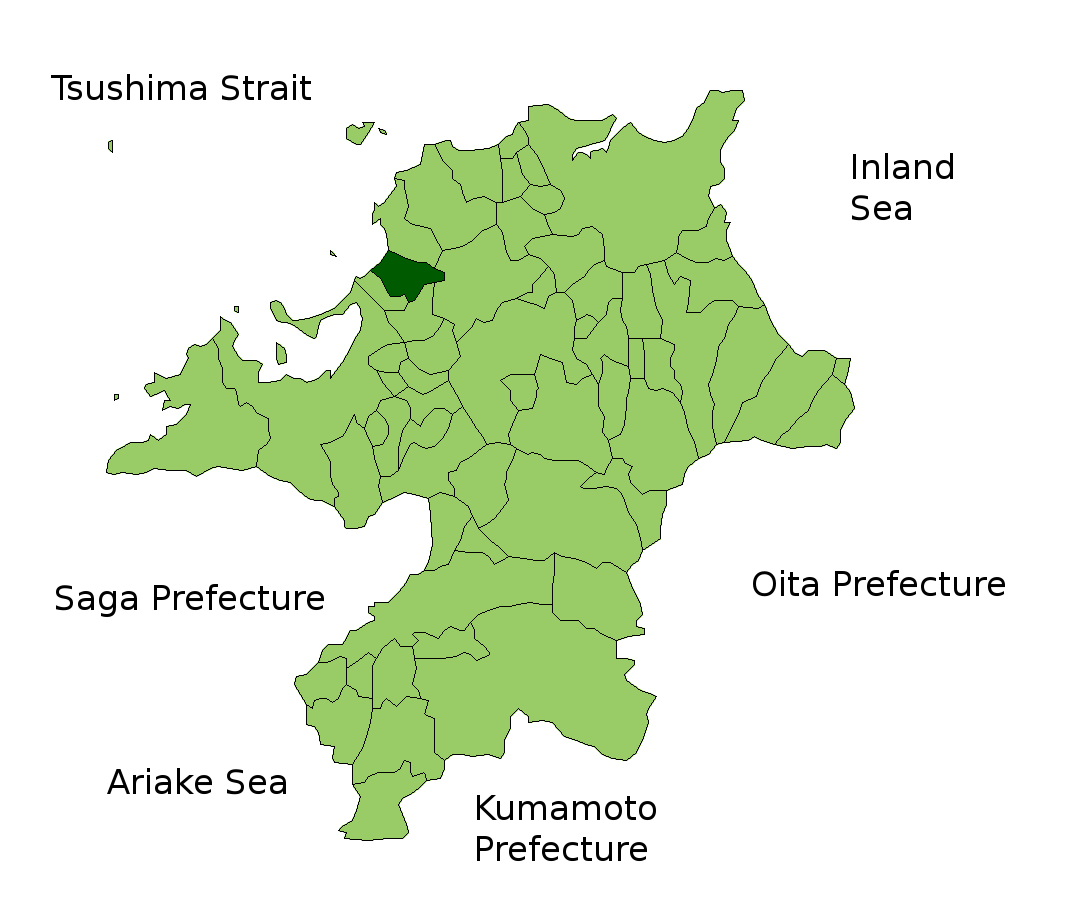

Koga (古賀市 Koga-shi?) este un municipiu din Japonia, prefectura Fukuoka.